# Детлев фон Лилиенкрон
Детлев фон Лилиенкрон (на немски: Detlev von Liliencron) с цяло име Фридрих Адолф Аксел барон фон Лилиенкрон, е германски поет, белетрист и драматург, роден в Кил и израсъл в семейството на обеднял аристократ – датски митнически чиновник и дъщеря на американски генерал.

## Биография и творчество
След отбиване на военната си служба Лилиенкрон става офицер в Майнц. Участва в поход срещу Полша и в други военни операции. На тридесет и една годишна възраст напуска военната служба заради дългове и без особен успех упражнява различни професии в Америка – преподавател по езици, пиано и езда. След завръщането си в Германия става учител по пеене в Хамбург. Тогава публикува първите си стихотворения и новели. Лилиенкрон получава назначение като управител на остров Пелворм, но трябва да остави работата си отново заради дългове. В края на дните си поетът получава почетна рента от кайзер Вилхелм II, а в годината на смъртта си е удостоен с титлата почетен доктор на университета в Кил.
Първата значима стихосбирка на Детлев фон Лилиенкрон излиза в 1883 г., когато той е вече близо четиридесетгодишен – под заглавие „Адютантска езда и други стихотворения“. С нея привлича вниманието на натуралистите. Лилиенкрон поема попрището на писател на свободна практика и живее в Мюнхен, Берлин и Алтона. Съосновател е на „Дружество за модерен живот“ (1891 – 1892) в Отензен край Хамбург. Поддържа приятелство с писателите Рихард Демел и Густав Фалке. В книгите си „Мъгла и слънце“ (1900) и „Пъстра плячка“  (1903) той свежо и колоритно, с настроение и мощна чувственост предава впечатленията си от заобикалящия го свят.

## Влияние
С лириката си Лилиенкрон става водещ представител на литературния импресионизъм, като упражнява влияние върху младите Райнер Мария Рилке и Хуго фон Хофманстал. В края на живота си Лилиенкрон публикува автобиографията си „Живот и лъжа“ (1908). Пенчо Славейков казва за него: „В песните му се чувства офицера: спретнати са, безукоризнени външно, и с вътрешно достойнство.“ А Емануил Попдимитров го определя така: „Лилиенкрон беше като Янус с две лица – едното осветено от смеха и слънцето, а другото скрито в сянката на мрачен песимизъм.“

## Признание
В чест на поета град Хамбург учредява литературната награда „Лилиенкрон“.
Мартенски ден
Облаци се носят над лъките,

В синкава омара спят горите.

Жерави небето разорават,

С крясъци ятата прилетяват.

Чучулиги хвъркат на рояци,

С трели пролетта ни дава знаци.

Ах, момиче, с твоите кордели

Блян лети из ширните предели.

Блян лети и в облаците пее;

Спреш ли го, в мига ще занемее.

1903 

### Стихотворения
- Trutz, Blanke Hans, 1882/1883
- Die Musik kommt, 1883
- Adjudantenritte, 1883
- Der Haidegänger, 1890
- Glückes Genug, 1892
- Neue Gedichte, 1893
- Nebel und Sonne, 1900
- Bunte Beute, 1903
- Märztag, 1903
- In einer großen Stadt, 1904
- Gute Nacht, 1909

### Епос
- Poggfred, 1896

### Драми
- Knut, der Herr, 1885
- Die Rantzow und die Pogwisch, 1886
- Arbeit adelt, 1887

### Трагедии
- Der Trifels und Palermo, 1886
- Die Merowinger, 1888

### Романи
- Breide Hummelsbüttel, 1887
- Mit dem linken Ellenbogen, 1899

### Новели
- Eine Sommerschlacht, 1886
- Kriegsnovellen , 1885
- Auf dem Kirchhof , 1898
- Könige und Bauern, 1900
- Roggen und Weizen, 1900
- Aus Marsch und Geest, 1901
- Die Abenteuer des Majors Glöckchen, 1904
- Letzte Ernte, 1909

### Разкази
- Unter flatternden Fahnen, 1888
- Der Mäcen, 1889
- Krieg und Frieden, 1891
- Krieg und Frieden, 1895

### Други
- Balladenchronik, 1906
- Leben und Lüge (Autobiographie), 1908